# جبهة غرباء الشام
غرباء الشام هي جماعة من المقاتلين، التي نشطت خلال الحرب الأهلية السورية، لصالح دولة غير دينية. كان لدى الجماعة سابقا حوالي 2,000 رجل، ولكن في مايو 2013 اشتبكت مع تشكيلات أصولية وتفرق معظم مقاتليها. وقد صودرت ترسانات غرباء الشام من قبل الأصوليين والآن ليس لديها سوى حوالي 100 مقاتل في صفوفها. وتتكون الجماعة من خليط من العلمانيين والإسلاميين. تم تغيير اسم الجماعة منذ ذلك الحين. وهناك كتيبة ضمن الجماعة تسمى كتيبة الإخلاص تتكون كلياً من النساء.
في نوفمبر 2013، أعدم حسن جزرة، قائد غرباء الشام، علنا على يد أفراد من الدولة الإسلامية في العراق والشام في بلدة الأتارب بمحافظة حلب. واتهمت جماعات المعارضة غرباء الشام بالنهب والتعاون في بعض الأحيان مع نظام الأسد.
في أبريل 2016 اعتقلت الشرطة الألمانية رجل سوري عمره 41 عاما لم يكشف عن اسمه اتهم بارتكاب جرائم ضد القانون الدولي مثل التعذيب والنهب، ارتبكها بينما كان زعيما للجماعة في 2012–2013.